# ميخائيل هاموند
ميخائيل هاموند (بالإنجليزية: Michael Hammond)‏ هو لغوي أمريكي، ولد في 30 مارس 1957.